# Moosbach (Krottenbach)
Der Moosbach ist ein ganzjähriges Fließgewässer im Vorkarwendel auf deutschem Gebiet.
Er entsteht im Klausenloch unterhalb der Moosenalm, fließt weitgehend ostwärts, bevor er von links in den Krottenbach mündet.